# دوري السوبر الأوغندي 1981
دوري السوبر الأوغندي 1981 (بالإنجليزية: 1981 Uganda National League)‏ هو موسم من دوري السوبر الأوغندي. أشرف على تنظيمه اتحاد أوغندا لكرة القدم، وكان عدد الأندية المشاركة فيه 17، وفاز فيه نادي كامبالا سيتي.